# Mercy College of Ohio
Il Mercy College of Ohio è un'università privata di indirizzo cattolico con sede a Toledo, nello stato americano dell'Ohio.
Le origini del college si ricollegano a quelle della Mercy School of Nursing, fondata nel 1918 dalle suore della misericordia. L'istituto prese il nome di Mercy College of Ohio nel 2011.